# Gouy-sous-Bellonne
Gouy-sous-Bellonne település Franciaországban, Pas-de-Calais megyében. Lakosainak száma 1394 fő (2022. január 1.). Gouy-sous-Bellonne Corbehem, Noyelles-sous-Bellonne, Estrées, Férin, Gœulzin, Bellonne és Brebières községekkel határos.

## Népesség
A település népességének változása:
| Lakosok száma | 1340 | 1358 | 1382 | 1368 | 1373 | 1386 | 1392 | 1396 | 1394 |
|               | 2013 | 2015 | 2016 | 2017 | 2018 | 2019 | 2020 | 2021 | 2022 |